# Santo Antônio (Belo Horizonte)

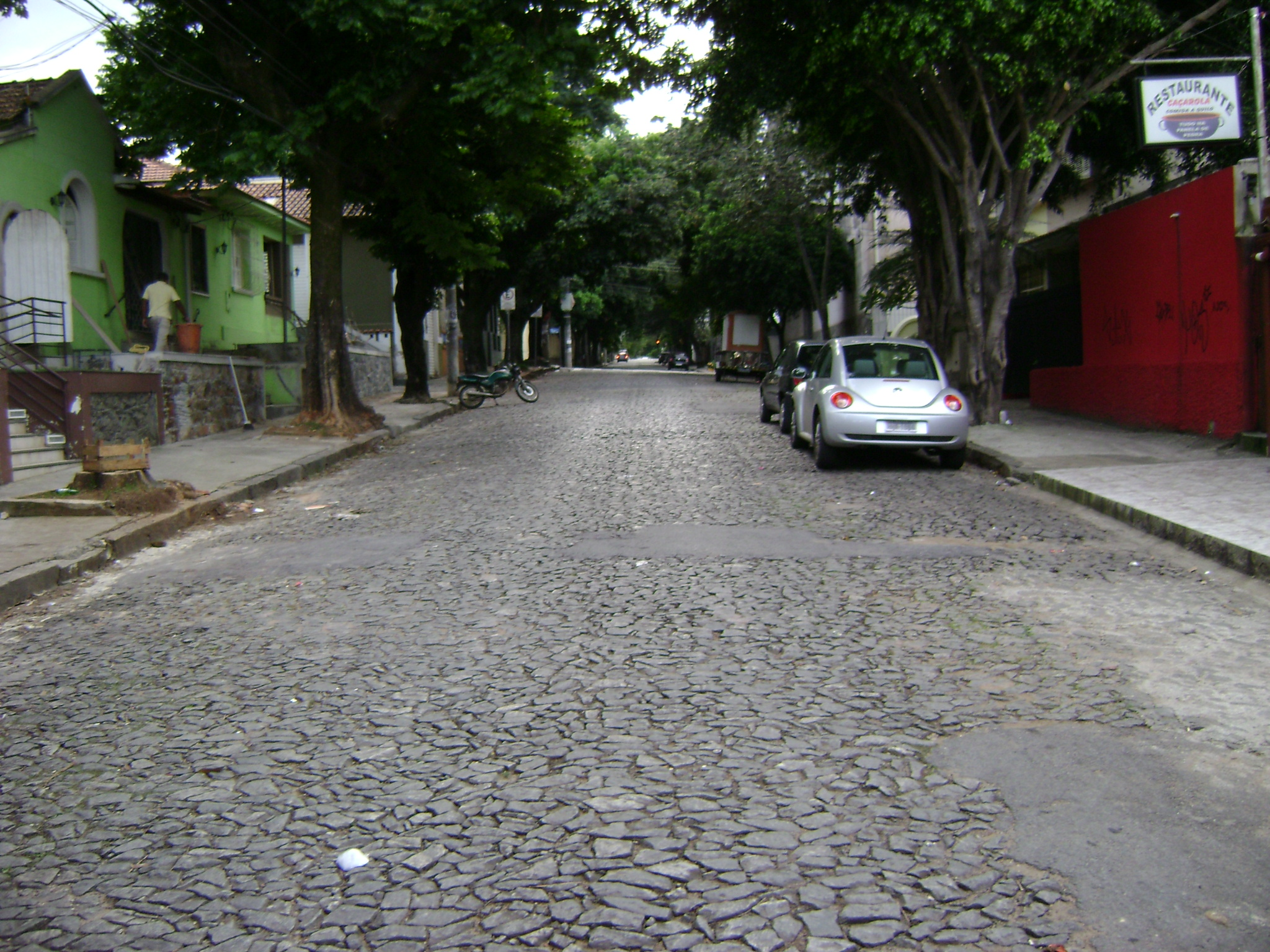
Trecho da rua Congonhas, no bairro Santo Antônio, entre as ruas Leopoldina e Santo Antônio do Monte, possível local de gravação da cena em que o Menino Maluquinho desce a rua com carrinho de rolimã no filme de 1995.

O Santo Antônio é um bairro nobre localizado na Zona Sul de Belo Horizonte. Localiza-se ao lado da Savassi e dos bairros São Pedro, Cidade Jardim, Luxemburgo e Lourdes.

## Lazer, esporte e educação

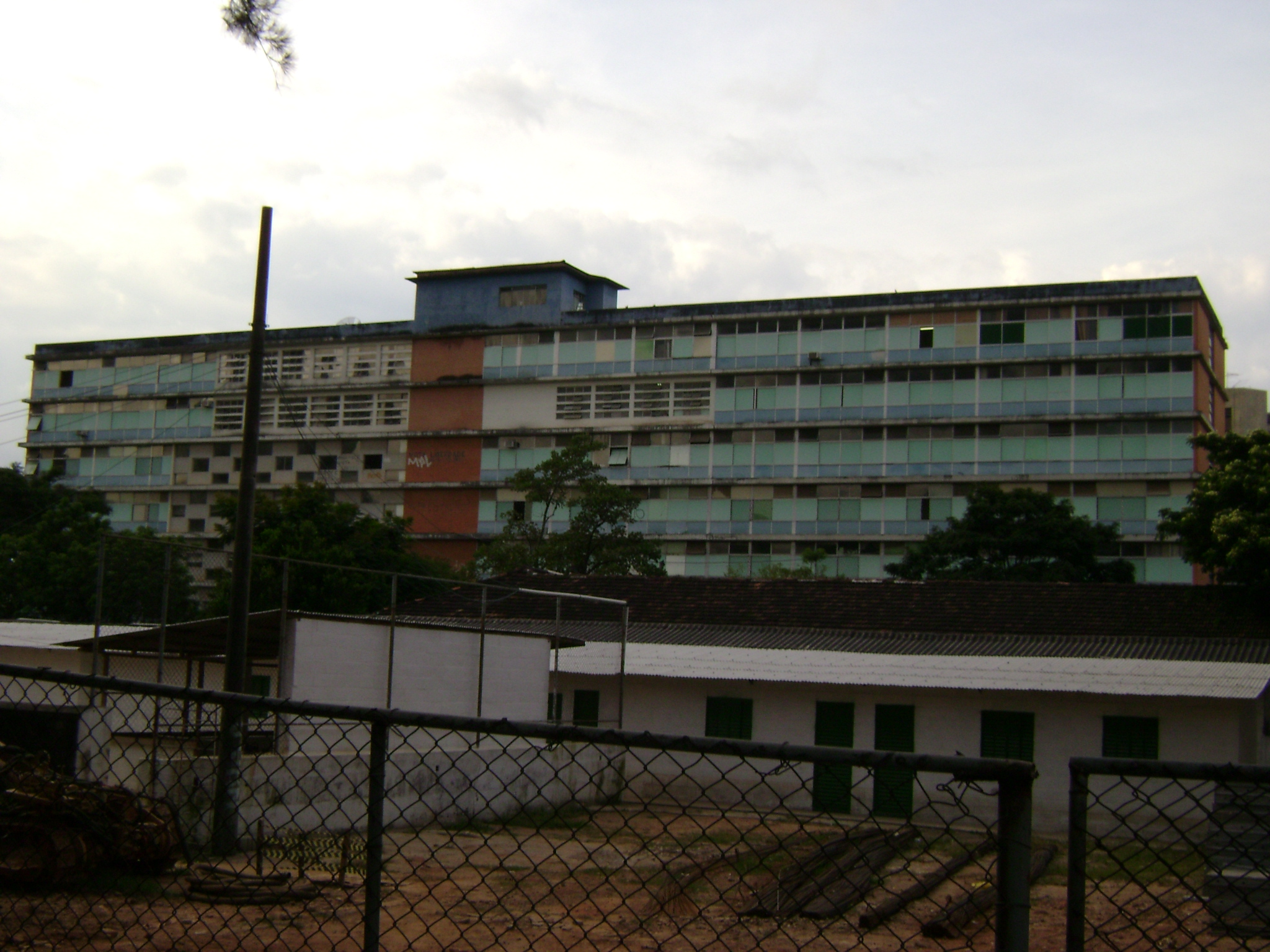
Antigo prédio da Fafich, no bairro Santo Antônio.

- Biblioteca Municipal, no prédio da antiga Fafich (UFMG).
- Rua Leopoldina, logradouro este, onde pode se ver uma atração chamada "vaquinha", uma escultura independente, feita na calçada, próximo da esquina com a Avenida do Contorno, em 1983, que segundo o artesão que a moldou, visa quebrar um pouco a monotonia e o caos do meio urbano, lembrando assim, o meio rural e a natureza.
- Mackenzie Esporte Clube

## Principais vias
- Vias de acesso ao bairro: Avenida do Contorno, Avenida Prudente de Morais.
- Vias internas (principais): Rua Cristina, Rua Leopoldina, Rua Paulo Afonso e Rua Barão de Macaúbas, Rua Carangola, Rua Nunes Vieira.

## Bairros e regiões vizinhas

### Bairros vizinhos
- Cidade Jardim
- São Pedro
- Savassi
- Santo Agostinho
- Lourdes
- Luxemburgo

### Favelas vizinhas
- Morro do Papagaio